# Requián (Betanzos)
Requián (llamada oficialmente Santiago de Requián) es una parroquia y aldea española del municipio de Betanzos, en la provincia de La Coruña, Galicia.

## Entidades de población
Entidades de población que forman parte de la parroquia:
- As Abelares
- Campodeira
- Casas Novas (As Casas Novas)
- Farragoto (O Farragoto)
- Graña (A Graña)
- Infiesta (A Infesta)
- O Pontillón
- O Regueiro Pequeno
- Requián
- Tarreo (O Terreo)
- Xanrozo

## Demografía

### Parroquia
| Gráfica de evolución demográfica de Requián (parroquia) entre 2000 y 2018 |
|                                                                           |
| Datos según el nomenclátor publicado por el INE.                          |

### Aldea
| Gráfica de evolución demográfica de Requián (aldea) entre 2000 y 2018 |
|                                                                       |
| Datos según el nomenclátor publicado por el INE.                      |